# 罗杰·乔根森
罗杰·肯尼迪·乔根森（英語：Roger Kennedy Jorgensen，1920年9月2日—2010年10月3日），美国NBA联盟前职业篮球运动员。其弟为诺布勒·乔根森。